# Edwarda Chojnacka

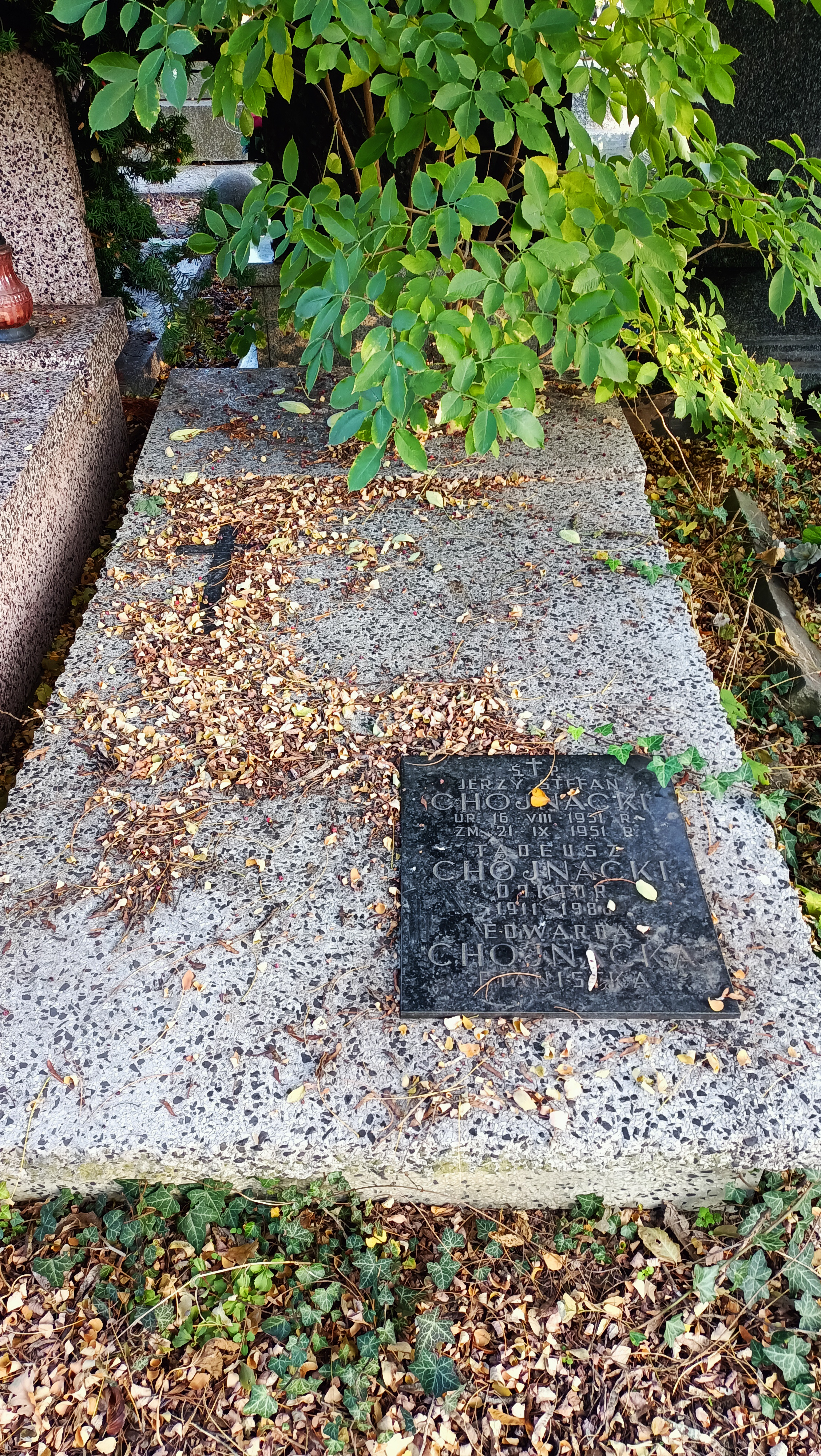
Grób Edwardy Chojnackiej na Cmentarzu Bródnowskim w Warszawie

Edwarda Chojnacka z d. Feinstein (ur. 26 grudnia 1915 w Warszawie, zm. 3 kwietnia 1993 tamże) – polska pianistka i pedagożka muzyczna.

## Życiorys
Absolwentka Konserwatorium Warszawskiego (1936), za najwyższe oceny ze wszystkich przedmiotów została nagrodzona Złotą Lirą. Była uczennicą Zofii Buckiewiczowej, Wiktora Chrapowickiego, Aleksandra Michałowskiego i Stefanii Allinówny. W 1933 roku wzięła udział w Międzynarodowym Konkursie Muzycznym w Wiedniu, zakwalifikowała się do II etapu. Uczestniczka III Międzynarodowego Konkursu Pianistycznego im. Fryderyka Chopina (1937). Przez wiele lat związana była z Polskim Radiem, dla którego dokonała wielu nagrań. Grała na koncertach organizowanych przez Związek Kompozytorów Polskich, a także na koncertach charytatywnych dla dzieci, młodzieży, emerytów i chorych. Wykonywała głównie dzieła mniej znanych kompozytorów takich jak Franciszek Brzeziński, Ignacy Feliks Dobrzyński, Stanisław Nawrocki, Witold Maliszewski czy Apolinary Szeluto. Przez ponad 40 lat uczyła gry na fortepianie w warszawskich średnich szkołach muzycznych.
Jej córką była klawesynistka Elżbieta Chojnacka. Pochowana na cmentarzu Bródnowskim w Warszawie (kwatera 9E-VI-32).